# Монастирське (Спаський район)
Монасти́рське (рос. Монастырское) — село складі Спаського району Пензенської області, Росія.
Населення — 199 осіб (2010; 230 у 2002).
Національний склад станом на 2002 рік:
- росіяни — 100 %